# طیفور بطحایی
طیفور بطحایی (زادهٔ ۸ مارس ۱۹۴۷ در سنندج – درگذشتهٔ ۱۰ سپتامبر ۲۰۲۰ در یوتبری سوئد) نویسنده، فیلم‌ساز و فعال سیاسی کُرد اهل ایران بود.
وی در سنندج متولد شد و تحصیلات مقدماتی خود را در همان شهر به پایان برد. پس از پایان تحصیلات در قالب طرح سپاه دانش مدت دو سال به معلمی مشغول بود و پس از آن در سال‌های ۱۹۶۹ تا ۱۹۷۲ در «مدرسهٔ عالی سینما و تلویزیون تهران» به تحصیل در رشتهٔ فیلم‌برداری پرداخت.
در اوایل دههٔ ۱۹۷۰ میلادی (دههٔ ۱۳۵۰ خورشیدی) به دلیل گرایش‌ها چپ و عضویت در گروه موسوم به «گروه دوازده» در طرح گروگان‌گیری فرح پهلوی محاکمه و به حبس ابد محکوم شد. بطحایی در جریان انقلاب ۱۹۷۹ میلادی، ۱۳۵۷ خورشیدی، به همراه دیگر زندانیان سیاسی آزاد شده به کردستان بازگشت و فعالیت سیاسی را در حزب دمکرات کردستان ایران از پی گرفت. وی در سال ۱۹۸۵ از این حزب کناره‌گیری کرد اما به فعالیت سیاسی خود در تبعید و پس از مهاجرت به سوئد ادامه داد و نویسندگی و پیکرسازی و تدریس را هم همچون فعالیت حرفه‌ای خود پیگیری کرد. بطحایی سرانجام در سپتامبر ۲۰۲۰ میلادی (شهریور ۱۳۹۹ خورشیدی) به علت ابتلا به بیماری سرطان در سوئد درگذشت.

## زندگی
طیفور بطحایی فرزند پنجم خانواده‌ای هشت فرزندی ساکن محلهٔ جورآباد سنندج بود. پدر او معلم دبستان‌های سنندج و مادرش خانه‌دار بود. وی تحصیلات ابتدایی را در دبستان ۱۵ بهمن، سیکل یکم را در دبیرستان بوعلی و سیکل دوم را در دبیرستان شاپور و در رشتهٔ طبیعی به پایان برد. پس از اتمام تحصیلات مقدماتی و اخذ دیپلم و گذراندن دورهٔ آموزشی سربازی، به عنوان معلم سپاه دانش به ترکمن صحرا (روستای حکیم آباد از توابع گنبد کاووس) فرستاده شد. پس از پایان سربازی به سنندج بازگشت و به تشویق برادرش در آزمون کنکور شرکت کرد و در سال ۱۹۶۹ در رشتهٔ فیلمبرداری در «مدرسه عالی سینما و تلویزیون تهران» پذیرفته شد. بطحایی پس از پایان تحصیلات در تلویزیون شیراز مشغول به کار شد و در آنجا با کرامت دانشیان آشنا شد. کرامت دانشیان که او نیز از دانش آموختگان اخراجی مدرسهٔ عالی سینما و تلویزیون بود قائل به مبارزهٔ مسلحانه بود و آشنایی طیفور بطحایی با او سرآغاز مرحلهٔ متفاوتی از زندگی بطحایی بود.

## مبارزه

### طرح گروگانگیری، محاکمه و زندان

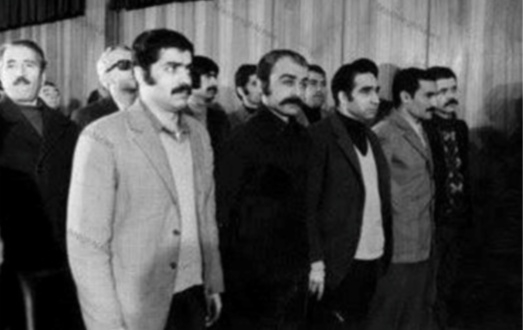
دادگاه دوم، از چپ: طیفور بطحایی، خسرو گلسرخی، منوچهر سلیمی، کرامت دانشیان، عباس سماکار

طرح گروگانگیری عبارت بود از گروگان گرفتن فرح پهلوی و رضا پهلوی، ولیعهد ایران در جشنی که تلویزیون قرار بود برگزار کند و سپس درخواست آزادی زندانیان سیاسی. این طرح از سوی عباس سماکار و رضا علامه زاده به گروه دانشیان و بطحایی ارائه شد و مورد استقبال قرار گرفته و تدارکات برای عملی کردنش آغاز شد. اما پیش از اجرایی شدن توسط امیر فطانت که با کرامت دانشیان در تماس بود و مسئولیت تهیه اسلحه را به عهده گرفته بود لو رفته و همهٔ اعضای گروه به جز امیرحسین فطانت در شهریور ۵۲ (۱۹۷۳) دستگیر شدند. در جریان بازجویی‌ها دو نفر دیگر که عضو گروه طرح ترور شاه و متعلق به گروه دیگری بودند نیز از طریق یکی از بازداشت شدگان لو رفت و دو پرونده بدون آنکه ارتباط مستقیمی داشته باشند توسط ساواک با هم ادغام شده و در دادگاه واحدی اعضای هر دو گروه محاکمه شدند که به دلیل تعداد افراد به گروه دوازده معروف شد. محاکمه شوندگان عبارت بودند از: طیفور بطحایی، خسرو گلسرخی، کرامت‌الله دانشیان، منوچهر مقدم سلیمی، عباس سماکار، رضا علامه‌زاده، ایرج جمشیدی، شکوه میرزادگی، مرتضی سیاهپوش، مریم اتحادیه، ابراهیم فرهنگ، فرهاد قیصری.
در دادگاه اول کرامت دانشیان، طیفور بطحایی، عباس سماکار، رضا علامه زاده، منوچهر مقدم سلیمی و خسرو گلسرخی حکم اعدام گرفته و مابقی اعضا به حبسهای چند ساله محکوم شدند. در دادگاه دوم هم احکام اعدام برای پنج نفر (به جز منوچهر مقدم سلیمی) پابرجا بود و در نهایت در فرجام حکم کرامت دانشیان و خسرو گلسرخی به دلیل دفاع ایدئولوژیک اعدام ماند و حکم سه محکوم دیگر (طیفور بطحایی، رضا علامه زاده و عباس سماکار) از اعدام به حبس ابد تغییر کرد.

### بازگشت به کردستان

طیفور بطحایی پس از گذشت ۵ سال از محکومیتش همراه با دیگر زندانیان سیاسی در سال ۵۷ و اندکی پیش از انقلاب (۳ آبان ۵۷) از زندان آزاد شده و به زادگاهش سنندج بازگشت. در بازگشت به کردستان پس از مدتی به عضویت حزب دمکرات کردستان ایران درآمده و در زمستان ۶۰ (۱۹۸۲) و در کنگرهٔ پنجم این حزب از سوی اعضا به عضویت کمیته مرکزی انتخاب شده و مسئولیت اتحادیهٔ جوانان را عهده‌دار شد. در این دوران مستندی چهار قسمتی در مورد زندگی و مبارزات کردها در کوهستان ساخت که شناخته شده‌ترین آن‌ها «نان و آزادی» این چهارگانه بعدها جشنوارهی سینمای در تبعید به نمایش درآمد او در سال ۱۳۶۳ نمایندگی حزب دموکرات کردستان ایران را در شورای ملی مقاومت ایران بر عهده داشت. در پی شدت گرفتن درگیریهای میان حزب دمکرات کردستان ایران با حزب کمونیست ایران و کومله سازمان کردستان حزب کمونیست ایران (دیگر سازمان سیاسی کردستان) در سال ۱۹۸۵ از عضویت در حزب کناره‌گیری کرد. وی سپس به سوئد مهاجرت کرد و تا پایان عمر فعالیت خود را به نویسندگی اختصاص داد.

طیفور بطحایی در حال شطرنج بازی کردن با صادق شرفکندی عضو کمیتۀ رهبریِ وقتِ حزب دمکرات کردستان ایران

## درگذشت
طیفور بطحایی در ۱۰ سپتامبر ۲۰۲۰ میلادی (۲۰ شهریور ۱۳۹۹ شمسی) به علت ابتلا به بیماری سرطان در یوتبری سوئد درگذشت.

## آثار

### فیلمها
- ئازار (رنج)، مستند، ۱۹۷۹
- نان و آزادی، مستند، ۱۹۸۱ تا ۸۳
- هه‌وار (کوچ)، مستند، ۱۹۸۱ تا ۸۳
- قله‌های سرفراز، مستند، ۱۹۸۱ تا ۸۳
- روشنایی شمع‌ها، مستند، ۱۹۸۱ تا ۸۳
- گله گرگ، فیلم بلند، ۱۹۹۰
- دیبلیاچا، مستند دربارهٔ کولی‌ها، ۲۰۰۲
- توطئهٔ سیاه، مستند، ۲۰۰۶

### کتاب‌ها

#### فارسی
- زندگی در باد (رمان)
- چهار روایت (رمان)
- دارا و ندارها در دنیا (ترجمه)
- آقای چوخ بخت یوخ
- سفر خیال (از کرسان تا کردستان) (بیوگرافی)
- زندگی همچون خودش (رمان)

#### کردی
- ژیان وه‌کوو خۆی (نسخهٔ کُردی زندگی همچون خودش)
- سه‌فه‌ری خه‌یاڵ (نسخهٔ کُردی سفر خیال)
- گه‌لاوێژ (گلاویژ) (سناریو)
- مافی ژن له کۆمه‌ڵی کورده‌واری دا (حقوق زن در جامعهٔ کُردی)(پژوهش، کار مشترک ژیلا فرجی و طیفور بطحایی)
- ژیان به‌ده‌م زڕیانه‌وه (نسخهٔ کُردی زندگی در باد)